# Herrsingel i badminton vid olympiska sommarspelen 1996
Herrsingeln i badminton vid olympiska sommarspelen 1996 i Atlanta vanns av Poul-Erik Høyer Larsen från Danmark. 

## Medaljtabell
| Klass                | Guld                         | Silver           | Brons              |
| Individuellt, herrar | Poul-Erik Høyer Larsen (DEN) | Dong Jiong (CHN) | Rashid Sidek (MAS) |

## Spelare
49 spelare från 31 nationer spelade i herrarnas singelturnering. 

## Turneringen

### Första omgången
| Första rundan                | Första rundan        | Första rundan               |
| Vinnare                      | Poäng                | Förlorare                   |
| ---------------------------- | -------------------- | --------------------------- |
| Joko Suprianto (INA)         | ()                   | Bye                         |
| Pontus Jantti (FIN)          | ()                   | Bye                         |
| Jens Olsson (SWE)            | (12-15, 15-6, 17-15) | Kenneth Erichsen (GUA)      |
| Peter Knowles (GBR)          | (2-15, 15-10, 15-7)  | Kevin Han (USA)             |
| Rashid Sidek (MAS)           | ()                   | Bye                         |
| Andrey Antropov (RUS)        | ()                   | Bye                         |
| Jaimie Dawson (CAN)          | (15-5, 15-4)         | Oscar Brandon (SUR)         |
| Yu Lizhi (CHN)               | (15-5, 12-15, 15-1)  | Oliver Pongratz (GER)       |
| Dong Jiong (CHN)             | ()                   | Bye                         |
| Joris van Soerland (NED)     | ()                   | Bye                         |
| Thomas Stuer-Lauridsen (DEN) | (15-2, 15-2)         | Kayode Akinsanya (NGR)      |
| Hannes Fuchs (AUT)           | (15-2, 15-6)         | Julian Robertson (GBR)      |
| Park Sung-Woo (KOR)          | ()                   | Bye                         |
| Chang Jeng-Shyong (TPE)      | ()                   | Bye                         |
| Fumihiko Machida (JPN)       | (15-11, 15-5)        | Stephan Beeharry (MRI)      |
| Kitipon Kitikul (THA)        | (15-7, 17-15)        | Todor Velkov (BUL)          |
| Iain Sydie (CAN)             | (15-9, 15-9)         | Murray Hocking (AUS)        |
| Thomas Wapp (SUI)            | (15-8, 10-15, 15-11) | Mario Carulla Schultz (PER) |
| Darren Hall (GBR)            | (15-4, 15-4)         | Ron Michels (NED)           |
| Lee Kwang-Jin (KOR)          | ()                   | Bye                         |
| Liu En-Horng (TPE)           | (15-10, 15-2)        | Eddy Clarisse (MRI)         |
| Michael Helber (GER)         | (15-12, 15-1)        | Mikhail Korchouk (BLR)      |
| Deepankar Bhattacharya (IND) | ()                   | Bye                         |
| Heryanto Arbi (INA)          | ()                   | Bye                         |
| Kim Hak-kyun (KOR)           | (default)            | Anil Kaul (CAN)             |
| Sun Jun (CHN)                | (15-5, 15-6)         | Etienne Thobois (FRA)       |
| Thomas Johansson (SWE)       | ()                   | Bye                         |
| Alan Budikusuma (INA)        | ()                   | Bye                         |
| Jeroen van Dijk (NED)        | (15-8, 15-10)        | Pavel Uvarov (RUS)          |
| Ong Ewe Hock (MAS)           | (17-14, 12-15, 15-2) | Robert Liljequist (FIN)     |
| Vladislav Druzchenko (UKR)   | ()                   | Bye                         |
| Poul-Erik Høyer Larsen (DEN) | ()                   | Bye                         |

### Sextondelsfinaler
| Sextondelsfinaler            | Sextondelsfinaler  | Sextondelsfinaler            |
| Vinnare                      | Poäng              | Förlorare                    |
| ---------------------------- | ------------------ | ---------------------------- |
| Joko Suprianto (INA)         | (15-1, 15-5)       | Pontus Jantti (FIN)          |
| Jens Olsson (SWE)            | (15-11, 15-9)      | Peter Knowles (GBR)          |
| Rashid Sidek (MAS)           | (15-11, 15-7)      | Andrey Antropov (RUS)        |
| Yu Lizhi (CHN)               | (15-10, 15-11)     | Jaimie Dawson (CAN)          |
| Dong Jiong (CHN)             | (15-9, 15-4)       | Joris van Soerland (NED)     |
| Thomas Stuer-Lauridsen (DEN) | (15-2, 15-5)       | Hannes Fuchs (AUT)           |
| Park Sung-Woo (KOR)          | (15-5, 15-3)       | Chang Jeng-Shyong (TPE)      |
| Fumihiko Machida (JPN)       | (15-7, 15-11)      | Kitipon Kitikul (THA)        |
| Iain Sydie (CAN)             | (15-7, 15-7)       | Thomas Wapp (SUI)            |
| Lee Kwang-Jin (KOR)          | (15-7, 15-11)      | Darren Hall (GBR)            |
| Liu En-Horng (TPE)           | (8-15, 15-0, 15-2) | Michael Helber (GER)         |
| Heryanto Arbi (INA)          | (15-5, 15-4)       | Deepankar Bhattacharya (IND) |
| Sun Jun (CHN)                | (15-5, 17-14)      | Kim Hak-Kyun (KOR)           |
| Alan Budikusuma (INA)        | (15-5, 15-1)       | Thomas Johansson (SWE)       |
| Ong Ewe Hock (MAS)           | (15-11, 15-10)     | Jeroen van Dijk (NED)        |
| Poul-Erik Høyer Larsen (DEN) | (15-7, 15-6)       | Vladislav Druzchenko (UKR)   |

### Åttondelsfinaler
| Åttondelsfinaler             | Åttondelsfinaler | Åttondelsfinaler             |
| Vinnare                      | Poäng            | Förlorare                    |
| ---------------------------- | ---------------- | ---------------------------- |
| Joko Suprianto (INA)         | (15-11, 15-12)   | Jens Olsson (SWE)            |
| Rashid Sidek (MAS)           | (15-5, 15-2)     | Yu Lizhi (CHN)               |
| Dong Jiong (CHN)             | (15-6, 18-15)    | Thomas Stuer-Lauridsen (DEN) |
| Park Sung-Woo (KOR)          | (15-5, 15-9)     | Fumihiko Machida (JPN)       |
| Lee Kwang-Jin (KOR)          | (15-8, 15-12)    | Iain Sydie (CAN)             |
| Heryanto Arbi (INA)          | (15-0, 15-7)     | Liu En-Horng (TPE)           |
| Alan Budikusuma (INA)        | (15-5, 15-6)     | Sun Jun (CHN)                |
| Poul-Erik Høyer Larsen (DEN) | (17-14, 15-9)    | Ong Ewe Hock (MAS)           |

### Kvartsfinaler
| Kvartsfinaler                | Kvartsfinaler | Kvartsfinaler         |
| Vinnare                      | Poäng         | Förlorare             |
| ---------------------------- | ------------- | --------------------- |
| Rashid Sidek (MAS)           | (15-5, 15-12) | Joko Suprianto (INA)  |
| Dong Jiong (CHN)             | (15-6, 15-6)  | Park Sung-Woo (KOR)   |
| Heryanto Arbi (INA)          | (15-0, 15-13) | Lee Kwang-Jin (KOR)   |
| Poul-Erik Høyer Larsen (DEN) | (15-5, 15-9)  | Alan Budikusuma (INA) |

### Semifinaler
| Semifinaler                  | Semifinaler   | Semifinaler         |
| Vinnare                      | Poäng         | Förlorare           |
| ---------------------------- | ------------- | ------------------- |
| Dong Jiong (CHN)             | (15-6, 18-16) | Rashid Sidek (MAS)  |
| Poul-Erik Høyer Larsen (DEN) | (15-11, 15-6) | Heryanto Arbi (INA) |

### Bronsmatch
| Bronsmatch         | Bronsmatch          | Bronsmatch          |
| Vinnare            | Poäng               | Förlorare           |
| ------------------ | ------------------- | ------------------- |
| Rashid Sidek (MAS) | (5-15, 15-11, 15-6) | Heryanto Arbi (INA) |

### Final
| Final                        | Final          | Final            |
| Vinnare                      | Poäng          | Förlorare        |
| ---------------------------- | -------------- | ---------------- |
| Poul-Erik Høyer Larsen (DEN) | (15-12, 15-10) | Dong Jiong (CHN) |